# Waterford (village, New York)
Pour les articles homonymes, voir Waterford.
Waterford est un village du comté de Saratoga, dans l'État de New York, aux États-Unis,. En 2010, il comptait une population de 1 990 habitants.

## Démographie
Lors du recensement de 2010, le village comptait une population de 1 990 habitants, tandis qu'en 2019, elle est estimée à 2 277 habitants.